# Sterculia peruviana
Sterculia peruviana là một loài thực vật có hoa trong họ Cẩm quỳ. Loài này được (D.R. Simpson) E.L. Taylor ex Brako & Zarucchi miêu tả khoa học đầu tiên năm 1993.